# Innerberger Faß
Das Innerberger Faß und das Vordernberger Faß waren österreichische Volumenmaße. Als Kohlenmaße waren sie insbesondere in der Steiermark in Anwendung. Benannt nach den Orten Innerberg, dem heutigen  Eisenerz und Vordernberg. Beide Orte waren bedeutende Ansiedlungen großer Eisenhütten.
Beide Maße unterschieden sich um einen Wiener Metzen. Ersteres Maß waren 5, letzteres 4 Wiener Metzen. Ein Metzen hatte etwa 79,86 Litres, nach anderer Quelle etwa 61 Liter
- 1 Vorderberger Faß = 4 Metzen (Wiener) = 7,78 Kubikfuß
- 1 Innerberger Faß = 5 Metzen (Wiener) = 9,73 Kubikfuß